# پیرانای سیاه
پیرانای سیاه (نام علمی: Serrasalmus rhombeus)، که به نام‌های پیرانای چشم‌قرمز، پیرانای سفید، پیرانای خالدار یا پیرانای زرد نیز شناخته می‌شود، گونه‌ای از پرتوبالگان آب شیرین، یک پیرانا از خانواده دندانه‌شکمان که در شمال آمریکای جنوبی یافت می‌شود. این پیرانا گونه ای از جنس سراسالموس (Serrasalmus) است.

## ویژگی‌ها
پیرانای سیاه بزرگ‌ترین گونه پیرانا است. دارای بدنی متمایز و لوزی شکل است که از خاکستری تا تقریباً سیاه و رنگ ثابت دارد. رنگ بدن هر رنگی که باشد، چشمای این گونه به رنگ قرمز است. رنگ نابالغ‌ها می‌تواند خالدارتر از ماهی‌های بالغ باشد. همان‌طور که آنها رشد می‌کنند و به بالغ‌تر می‌شوند بدن آنها کمتر خالدار می‌شود و به رنگ خاکستری یا سیاه تیره تغییر می‌کند. میزان تیره شدن ماهی به شرایط آب محلی بستگی دارد. به نظر می‌رسد ماهی‌های پرو تیره‌ترین هستند و ممکن است تقریباً سیاه باشند. حداکثر طول استاندارد اندازه‌گیری ماهی در این گونه ۴۱٫۵–۶۱ سانتیمتر (۱۶٫۳–۲۴٫۰ اینچ) است. اگرچه طول معمولی تر حدود ۳۲ سانتیمتر (۱۳ اینچ) است، و حداکثر وزن آنها به ۳٫۰ کیلوگرم (۶٫۶ پوند) می‌رسد.